# کلر سیدان
کلر سیدان (به انگلیسی: Kallar Syedan) یک تحصیل در پاکستان است که در پنجاب واقع شده‌است. کلر سیدان ۴۲۰ کیلومتر مربع مساحت و ۱۹۰٬۰۰۰ نفر جمعیت دارد و ۵۲۰ متر بالاتر از سطح دریا واقع شده‌است.